# Bogusław Kaczmarek (trener)
Bogusław Kaczmarek, ps. „Bobo” (ur. 6 marca 1950 w Łodzi) – polski piłkarz i trener piłkarski.

## Życiorys
Jako piłkarz występował w następujących drużynach: Start Łódź, MKS Hala Sportowa Łódź, MRKS Gdańsk, Polonia Gdańsk, Lechia Gdańsk, Arka Gdynia (Puchar Polski 1979), Rovaniemi PS (Finlandia), Östärtelje IF (Szwecja) oraz Pittsburgh Spirit (USA).

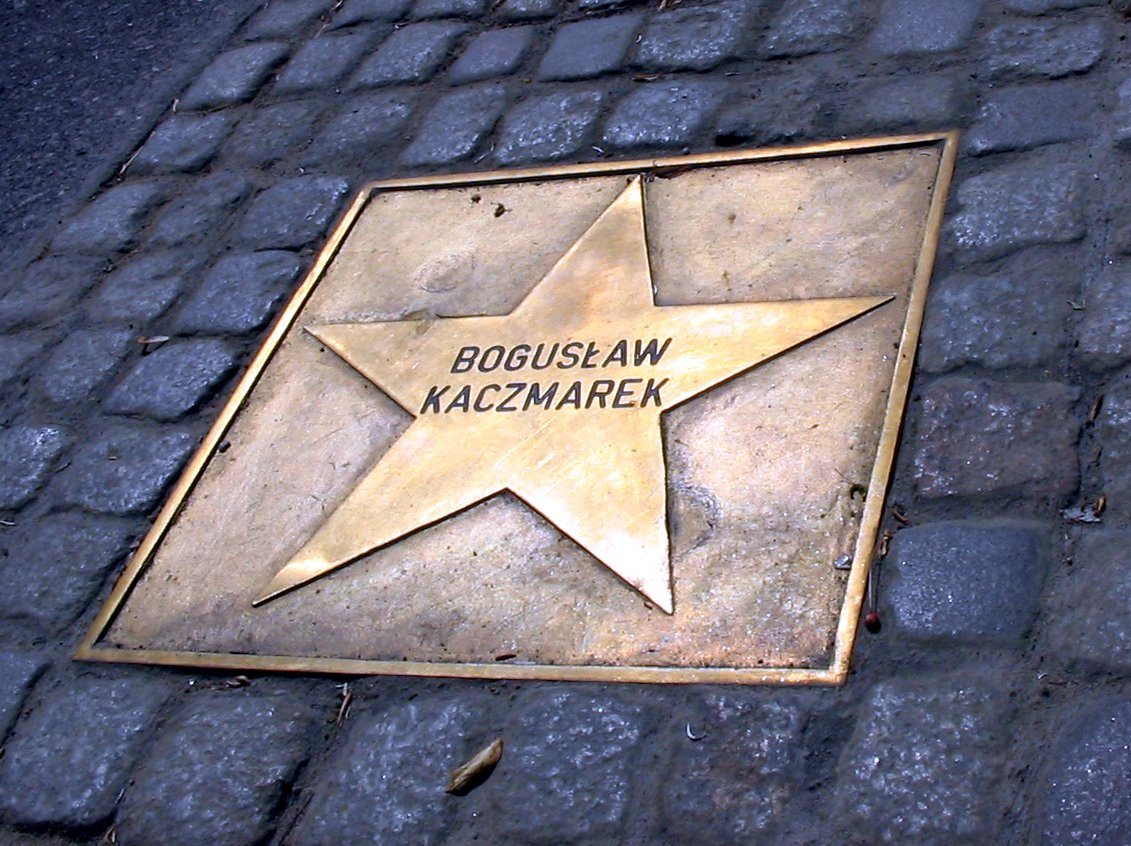
Gwiazda wmurowana w trybuny na stadionie Lechii Gdańsk

Pracę trenerską rozpoczął w 1984 od stanowiska szkoleniowca drużyny juniorów Lechii Gdańsk (do 1992) oraz asystenta trenera drużyny seniorów (do 1989). W latach 1989–1992 jako pierwszy trener prowadził drużynę seniorów Lechii. Następnie trener Stomilu Olsztyn (1992–1993), Zawiszy Bydgoszcz (1993) i ponownie Stomilu (1993–1995), z którym awansował do pierwszej ligi. W latach 1995–1996 pracował w Sokole Tychy jako główny trener oraz trener-koordynator. W 1997 prowadził drużynę GKS Bełchatów, a następnie, od 1997 do 1998 Petrochemię Płock (obecnie Wisła). W latach 1999–2000 ponownie w Stomilu Olsztyn, gdzie pracował jako menedżer (1999) i pierwszy trener (1999–2000). W sezonie 2000–2001 (z przerwą od listopada do stycznia) prowadził drużynę GKS Katowice. Największe sukcesy odniósł jako szkoleniowiec Dyskobolii Grodzisk Wielkopolski (2001–2003). W 2003 wywalczył z tą drużyną wicemistrzostwo Polski. Mimo tego osiągnięcia został jednak zwolniony ze stanowiska. Do pracy trenerskiej wrócił po roku przerwy. Od czerwca 2004 do października 2005 prowadził drużynę Górnika Łęczna. W lipcu 2006 znalazł się w sztabie szkoleniowym reprezentacji Polski jako współpracownik selekcjonera Leo Beenhakkera. Był na Euro 2008. Po turnieju podał się do dymisji i został trenerem Arki Gdynia, którą prowadził zaledwie przez dwa dni (5–7 lipca 2008).
Jest uważany za sprawnego szkoleniowca, choć do tej pory trenował głównie słabsze drużyny, potrafi również odkrywać talenty piłkarskie. Pod jego opieką swoją karierę piłkarską rozwijali tacy zawodnicy, jak Sylwester Czereszewski, Tomasz Sokołowski I (Stomil Olsztyn), Jerzy Dudek (Sokół Tychy), Grzegorz Rasiak (Dyskobolia Grodzisk), czy Sebastian Szałachowski (Górnik Łęczna).
Lubiany przez kibiców i dziennikarzy za poczucie humoru, jest również komentatorem telewizyjnym (Canal+ Premium). Z zawodu jest biologiem.
W grudniu 2003 został honorowym obywatelem Grodziska Wielkopolskiego.
Jest ojcem Marcina Kaczmarka – piłkarza i trenera piłkarskiego.